# Фрометівська вулиця
Фроме́тівська ву́лиця — вулиця в Голосіївському районі міста Києва, місцевість Деміївка. Пролягає від початку забудови до проспекту Валерія Лобановського. 
Прилучаються проїзд до проспекту Валерія Лобановського (згідно з довідковою інформацією, вважається частиною Фрометівської вулиці, у минулому був частиною неіснуючого нині Фрометівського провулка), Тихонівський провулок, Фрометівський узвіз.

## Історія
Виникла в 2-й половині XIX століття під сучасною назвою, на честь домовласника М. Фромета. Збереглося декілька одноповерхових будинків початку XX століття.

## Установи та заклади
- № 2 — Міжрегіональна академія управління персоналом (МАУП).